# Всеволод
Все́волод — мужское имя славянского происхождения. Образовано из 2 частей: все- (др.-русск. вьсь — «весь») и волод- (др.-русск. володѣти — «владеть»).
Именины: 11 (24) февраля, 22 апреля (5 мая), 27 ноября (10 декабря) — святой князь Всеволод Псковский.
Производные формы — Всеволодушка, Всева, Сева, Воля.
Отчество: Всеволодович, Всеволодовна.
Распространено в России и на Украине.

## Известные носители
- Всеволод (ум. после 1225) — князь Герсикский;
- Всеволод Александрович (ум. 1364) — князь холмский, тверской;
- Всеволод Большое Гнездо (1154—1212) — великий князь владимирский, великий князь киевский;
- Всеволод Владимирович (983/984 — до 1013), князь Волынский;
- Всеволод Глебович (ум. 1207) — князь Пронский.
- Всеволод Константинович (1210—1238) — первый удельный князь Ярославский, в крещении Иоанн;
- Всеволод Михайлович (1217—1237) — пронский князь, сын Михаила Всеволодовича;
- Всеволод Мстиславич (ум. 1138) — князь новгородский и псковский, сын Мстислава Владимировича, в крещении Гавриил;
- Всеволод Мстиславич — сын Мстислава Изяславича;
- Всеволод Мстиславич (ум. 1242) — князь псковский, новгородский, смоленский, сын Мстислава Романовича
- Всеволод Святославич (ум. 1196) — князь Курский и Трубчевский;
- Всеволод Святославич Чермный (ум. 1212 или 1215) — князь стародубский, черниговский, новгород-северский, великий князь Киевский, в крещении Даниил;
- Всеволод Ольгович (1084—1146) — князь северский, черниговский, великий князь киевский;
- Всеволод Ярославич (1030—1093) — князь киевский.
- Всеволод Юрьевич (1212/1213—1238) — князь новгородский, святой Русской православной церкви.

- Всеволод (Майданский) (1927—2007) — епископ Константинопольской православной церкви.
- Всеволод (Понич) (в миру Владимир Александрович Понич; род. 1961) — архиерей Русской православной церкви, епископ Уржумский и Омутнинский.
- Всеволод (Филипьев) (род. 1969) — монах Русской православной церкви заграницей, богослов, поэт, писатель.

## Корабли
- Всеволод (линейный корабль, 1796)
- Всеволод (линейный корабль, 1809)
- Всеволод (линейный корабль, 1769)